# João Alves de Moura
João Alves de Moura (Lisboa, 18 de março de 1802 – 21 de setembro de 1851) foi um médico brasileiro.
Graduado na Academia Médico-Cirúrgica do Rio de Janeiro em 1828. Foi eleito membro da Academia Nacional de Medicina em 1832, com o número acadêmico 26, na presidência de Joaquim Vicente Torres Homem.